# 过氧化钠
过氧化钠化学式为Na2O2，又称二氧化钠或双氧化钠，是钠在过量氧气中燃烧的产物。它是一种过氧化物，水合物和过氧水合物包括{\displaystyle {\ce {Na2O2 * 2 H2O2 * 4 H2O}}}、{\displaystyle {\ce {Na2O2 * 2H2O}}}、{\displaystyle {\ce {Na2O2*2H2O2}}}和{\displaystyle {\ce {Na2O2*8H2O}}}。

## 物理性质
在常温下，纯品过氧化钠为白色，但一般见到的过氧化钠呈淡黄色（混有超氧化钠的缘故）。它是六方晶系的，在512 °C下转变成结构未知的同质异形体。继续加热到沸点657 °C时，过氧化钠会分解成{\displaystyle {\ce {Na2O}}}，并放出{\displaystyle {\ce {O2}}}。过氧化钠易变质，应密封保存。过氧化钠对人有强烈的腐蚀性，与易燃物接触易引起火灾，在高温下甚至会发生爆炸。过氧化钠着火不能用水扑灭，必须用沙土或盐盖灭。　

## 制取
过氧化钠可以通过金属钠与氧气在130–200 C下的反应大规模制备。该反应会产生氧化钠，之后吸收氧气氧化成过氧化钠：
{\displaystyle {\ce {4 Na + O2 -> 2 Na2O}}}
{\displaystyle {\ce {2 Na2O + O2 -> 2 Na2O2}}}
过氧化钠的八水合物可以通过过氧化氢与氢氧化钠的反应制取，化学方程式为：
{\displaystyle {\rm {H_{2}O_{2}+2NaOH\rightarrow Na_{2}O_{2}+2H_{2}O\,}}}

## 化学性质
过氧化钠是强氧化剂，可以与多种金属单质以及非金属化合物发生反应。
过氧化钠与水反应，生成氢氧化钠和氧气：
{\displaystyle {\rm {2Na_{2}O_{2}+2H_{2}O\rightarrow 4NaOH+O_{2}}}}
实际的反应是过氧化钠首先和水反应生成氢氧化钠和双氧水，反应的方程式：
{\displaystyle {\ce {Na2O2+2H2O = 2NaOH+H2O2}}}
然后双氧水会分解生成水和氧气，反应的化学方程式为：
{\displaystyle {\ce {2H2O2 = 2 H2O + O2 ^}}}
这是一个放热反应，又由于生成物中含有氧气，因此极易引起可燃物的燃烧和爆炸。
注意：若把过氧化钠加入滴有酚酞的水中，溶液会先变红后褪色。因为反应产生的氢氧化钠使酚酞试液变红，同时，过氧化钠与水反应生成了具有漂白性的过氧化氢。
过氧化钠与二氧化碳反应，生成碳酸钠（{\displaystyle {\ce {Na2CO3}}}）和氧气：
{\displaystyle {\rm {2Na_{2}O_{2}+2CO_{2}\rightarrow 2Na_{2}CO_{3}+O_{2}}}}
过氧化钠与稀硫酸反应，生成硫酸钠（{\displaystyle {\ce {Na2SO4}}}）、水和氧气：
{\displaystyle {\rm {2Na_{2}O_{2}+2H_{2}SO_{4}\rightarrow 2Na_{2}SO_{4}+O_{2}+2H_{2}O}}}
可以把过氧化钠溶解在低温的硫酸中，然后减压蒸馏即可得到过氧化氢（H2O2）：
{\displaystyle {\rm {Na_{2}O_{2}+H_{2}SO_{4}\rightarrow H_{2}O_{2}+Na_{2}SO_{4}}}}
类似的还有与盐酸的反应：
{\displaystyle {\rm {2Na_{2}O_{2}+4HCl\rightarrow 4NaCl+O_{2}+2H_{2}O}}}
在碱性环境中，过氧化钠可以把化合物中+3价的砷（As）氧化成+5价，把+3价的铬（Cr）氧化成+6价。利用这个反应可以将某些岩石矿物中的+3价铬除去，方法为：在600~700摄氏度的高温下用过氧化钠将铁矿中的3价铬氧化成{\displaystyle {\ce {Na2CrO4}}}，而{\displaystyle {\ce {Na2CrO4}}}可以用水溶掉：
{\displaystyle {\rm {2Fe(CrO_{2})_{2}+7Na_{2}O_{2}\rightarrow Fe_{2}O_{3}+4Na_{2}CrO_{4}+3Na_{2}O}}}
另外，过氧化钠可以将铁单质氧化成含{\displaystyle {\ce {FeO4^2-}}}的铁酸盐，还可以在一般条件下将有机物氧化成乙醇和碳酸盐，也可以与硫化物和氯化物发生剧烈反应。
过氧化钠的热稳定性好，可加热到熔融状态而不分解。

## 用途
由于过氧化钠具有强氧化性，因此可以用来漂白织物、麦杆、羽毛等，也可用做除臭剂或消毒剂。在分析化学上用于处理矿样。由于它和二氧化碳反应放出氧气，因此可以用来在潜水艇等缺少氧气的环境中提供供人呼吸的氧气。